# Сидоренко Лідія Іванівна
Лідія Іванівна Сидоренко (*1952) — українська учена-філософ. Доктор філософських наук, професор. Академік АН ВШ України з 2007 р.

## З життєпису
Народилася в Донецьку в сім'ї архітекторів. Закінчила біологічний факультет КДУ ім. Т. Шевченка. Навчалась в аспірантурі на філософському факультеті цього ж університету. В 1978 р. захистила кандидатську, а в 1991 р. — докторську дисертацію. З 1977 р. працює асистенткою, з 1993 р. — професоркою кафедри філософії та методології науки КНУ ім. Т. Шевченка.
Сфера наукових зацікавлень: дослідження філософських та методологічних проблем новітньої біотехнології — генної інженерії. Цим проблемам присвячена монографія «Філософський аналіз розвитку та перспектив біотехнічних досліджень» — перша філософська робота в Україні, в якій феномен новітніх біотехнологічних практик був розглянутий багатоаспектно: в соціопрактичному, методологічному, світоглядному, цивілізаційному та культурному вимірах. Авторка досліджень у галузі філософії екології, узагальнених у підручнику «Сучасна екологія: наукові, етичні та філософські ракурси». Авторка понад 60 наукових праць, зокрема посібника «Філософські проблеми сучасного природознавства». Член контрольно-ревізійної комісії АН ВШ України з 2007 р.